# 天璇
天璇（β UMa / 大熊座β）是位于大熊座的一顆恆星，亮度2.4等，距離地球79光年，為北斗七星之一。英文名Merak，源于阿拉伯语المراق al-maraqq，意为“（熊的）側腹”。
在北半球，天璇是眾所熟知在大北斗中的指極星之一，它與鄰近的天樞（大熊座α）聯線的延長線就指向勾陳一，現在的北極星。它也是大北斗星群中五顆大熊座移動星群中的一顆，移動星群是共用相同的空間，但在我們的觀點中不在天球中的同一塊區域的恆星集團。
天璇雖然比我們的太陽熱和大了好幾倍，但非常明確的是一顆主序星。他被一圈較冷、與織女和北落師門相似的塵埃盤環繞著。雖然還沒有發現環繞著的行星，但塵埃盤的存在顯示這種過程可能存在並在進行中。

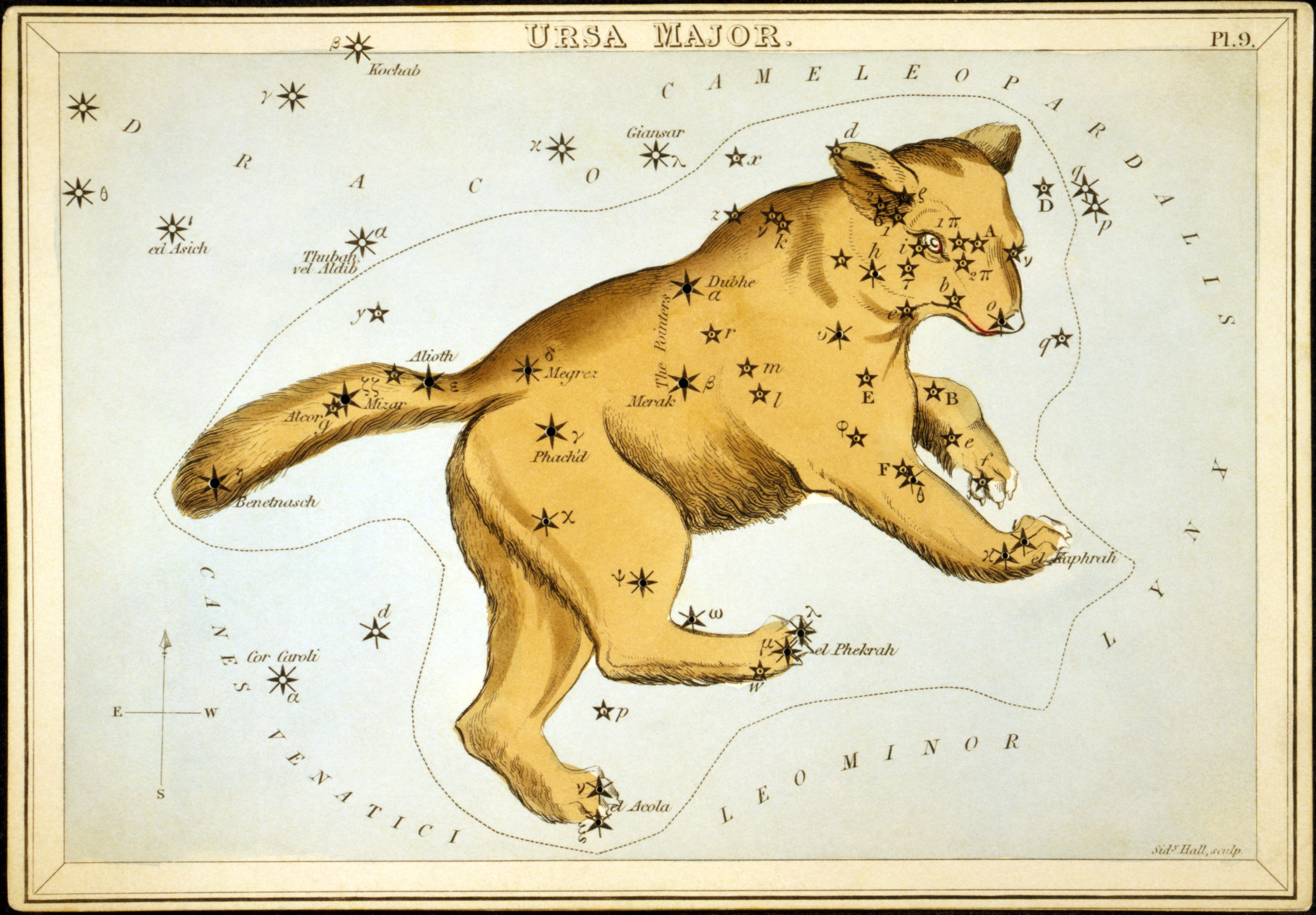
雪梨大廳中懸掛的大熊座版畫。

## 其它

### 術數
天璇在術數中，又稱之為「巨門」。《五行大義》引《黃帝斗圖》「二名巨門，丑亥生人所屬」，《北斗七星延命經》：「南無巨門星，是東方妙寶世界光音自在如來佛。」《北斗治法武威經》云：「第二天任，名𩲃，字巨門。」

### 在軍隊中的天璇（Merak）
USS Merak (1918)和USS Merak (AF-21)，兩者都是美國海軍的船艦。
1. ↑  zhuó  （页面存档备份，存于）